# Фінлай Нокс
Фінлай Нокс (англ. Finlay Knox, 8 січня 2001) — канадський плавець.
Учасник Олімпійських Ігор 2020 року.
Призер Чемпіонату світу з плавання серед юніорів 2019 року.